# Unzi
Unzi – według Sumeryjskiej listy królów pierwszy władca należący do dynastii z Akszak. Dotyczący go fragment brzmi następująco:
„W Akszak Unzi został królem i panował przez 30 lat”